# Campeonato Centroamericano 1961
El Campeonato Centroamericano de 1961 fue la segunda edición del Campeonato Centroamericano. Participaron 5 equipos, representando al mismo número de países: Costa Rica, El Salvador, Guatemala, Honduras y Antillas Neerlandesas. El torneo comenzó el 23 de abril y culminó el 5 de diciembre de 1961.

## Equipos participantes
Todos los equipos participantes clasificaron por ser los campeones de sus respectivos torneos locales.
| País                         | Equipo         | Vía de clasificación                                   |
| ---------------------------- | -------------- | ------------------------------------------------------ |
| Antillas Neerlandesas 1 cupo | Jong Holland   | Campeón de la Liga de Curazao Primera División 1959-60 |
| Costa Rica 1 cupo            | Alajuelense    | Campeón del Campeonato de Fútbol de Costa Rica 1959    |
| El Salvador 1 cupo           | Águila         | Campeón de la Primera División de El Salvador 1959     |
| Honduras 1 cupo              | Olimpia        | Campeón de la Liga Amateur de Honduras 1959-60         |
| Guatemala 1 cupo             | Comunicaciones | Campeón de la Liga Nacional de Guatemala 1959-60       |

## Primera ronda

### Águila - Comunicaciones
| 23 de abril de 1961 | Comunicaciones | 0:1 (0:0) | Águila      | Estadio Mateo Flores, Ciudad de Guatemala |                             |
|                     |                |           | Barraza 60' | Árbitro(s): Juan Soto París               | Árbitro(s): Juan Soto París |

| 30 de abril de 1961 | Águila                  | 2:2 (1:0) (Global 3:2) | Comunicaciones             | Estadio Flor Blanca, San Salvador                          |                                                            |
|                     | Molina 15' · Merlos 60' |                        | Peña 56' · Pensamiento 68' | Asistencia: 13230 espectadores Árbitro(s): Roberto Vásquez | Asistencia: 13230 espectadores Árbitro(s): Roberto Vásquez |

### Alajuelense - Olimpia
| 14 de mayo de 1961 | Olimpia   | 1:1 (0:0) | Alajuelense | Estadio Nacional, Tegucigalpa |                            |
|                    | Leaky 83' |           | Gámez 61'   | Árbitro(s): Gilberto Reyes    | Árbitro(s): Gilberto Reyes |

| 21 de mayo de 1961 | Alajuelense                           | 3:1 (1:1) (Global 4:2) | Olimpia    | Estadio Nacional, San José |                          |
|                    | Herrera 27' · Ulloa 55' · Bolaños 60' |                        | Taylor 14' | Árbitro(s): Álvaro Masis   | Árbitro(s): Álvaro Masis |

## Ronda final

### Semifinal
| 18 de junio de 1961 | Alajuelense                                           | 6:0 (2:0) | Águila | Estadio Nacional, San José |                            |
|                     | Alvarado 1', 46' · Ulloa 39', 62', 85' · González 71' |           |        | Árbitro(s): Emilio Aguilar | Árbitro(s): Emilio Aguilar |

| 1 de octubre de 1961 | Águila             | 1:1 (1:1) (Global 1:7) | Alajuelense | Estadio Flor Blanca, San Salvador |                               |
|                      | Zavaleta 7' (pen.) |                        | Gámez 5'    | Árbitro(s): Aristóteles Gómez     | Árbitro(s): Aristóteles Gómez |

### Final
| 3 de diciembre de 1961 | Jong Holland | 1:1 (0:0) | Alajuelense  | Estadio del Rif, Willemstad |                            |
|                        | Schoop 51'   |           | Alvarado 85' | Árbitro(s): Isidro Trapote  | Árbitro(s): Isidro Trapote |

| 6 de diciembre de 1961 | Alajuelense             | 2:1 (2:1) (Global 3:2) | Jong Holland | Estadio del Rif, Willemstad |                            |
|                        | Alvarado 3' · Ulloa 41' |                        | Schoop 17'   | Árbitro(s): Isidro Trapote  | Árbitro(s): Isidro Trapote |

| Alajuelense 1º título |

## Goleadores
| Jugador         | Equipo       | Goles | PJ |
| --------------- | ------------ | ----- | -- |
| Juan Ulloa      | Alajuelense  | 5     | 5  |
| Guido Alvarado  | Alajuelense  | 4     | 5  |
| Hubert Schoop   | Jong Holland | 2     | 2  |
| Juan José Gámez | Alajuelense  | 2     | 6  |

## Partidos de exhibición
| 8 de diciembre de 1961 | Sithoc       | 1:1 (0:1) | Alajuelense | Estadio del Rif, Willemstad |  |
|                        | Valerian 60' |           | Ulloa 18'   |                             |  |

| 10 de diciembre de 1961                                                                   | Jong Colombia | 0:4 (0:1) | Alajuelense                                    | Estadio del Rif, Willemstad                             |                                                         |
|                                                                                           |               |           | Esquivel 16' · Alvarado 50', 58' · Albella 65' | Asistencia: 108 espectadores Árbitro(s): Eduardo Vargas | Asistencia: 108 espectadores Árbitro(s): Eduardo Vargas |
| Originalmente, el juego iba iniciar una hora antes, pero se atrasó por una fuerte lluvia. |               |           |                                                |                                                         |                                                         |